# جيمي ريدناب
جيمي ريدناب (بالإنجليزية: Jamie Redknapp)‏ لاعب كرة قدم إنجليزي معتزل، ولد في إنجلترا عام 1973 بدأ مسيرته الكروية مع نادي بورنموث وتنقل بين الأندية الإنجليزية العريقة منها نادي ليفربول ونادي توتنهام ونادي ساوثهامبتون. وينتمي جيمي لأسرة كروية، فهو ابن المدرب واللاعب الإنجليزي السابق هاري ريدناب وتربطه صلة قرابة بلاعب تشيلسي الإنجليزي فرانك لامبارد

## مسيرته الكروية
لعب جيمي ريدناب خلال مسيرته الاحترافية مع 4 أندية في سبعة عشر موسمًا وسجل خلالها 34 هدفًا ضمن 314 مباراة. حيث فاز في موسمين بالكأس ولم يفز بأي دوري.
خاض جيمي ريدناب مسيرته مع نادي بورنموث في موسم 1989–90 ولمدة موسمين، مشاركًا في 13 مباراة ولم يسجل أي هدف. ثم انتقل إلى نادي ليفربول في موسم 1991–92 ليلعب معه أحد عشر موسمًا، حيث شارك في 237 مباراة سجل خلالها 30 هدف. لينتقل بعدها إلى نادي توتنهام هوتسبير في موسم 2002–03 واستمر معه طيلة ثلاثة مواسم، مشاركًا في 48 مباراة سجل خلالها 4 أهداف. ثم انتقل إلى نادي ساوثهامبتون في موسم 2004–05 لمدة موسم واحد، مشاركًا في 16 مباراة ولم يسجل أي هدف.